# Morris K. Jessup
Pour les articles homonymes, voir Jessup.
Morris Ketchum Jessup, né le 2 mars 1900 dans Rockville (Indiana) et décédé le 20 avril 1959 dans le comté de Miami-Dade en Floride, est un photographe, vendeur et écrivain américain. Diplômé en astronomie, il passe la plus grande partie de sa vie comme vendeur d'automobiles et photographe. Il est surtout connu pour avoir écrit en ufologie et pour avoir « dénoncé » l'expérience de Philadelphie.

## Biographie
Né près de Rockville (Indiana) le 2 mars 1900, Jessup manifeste très tôt un intérêt pour l'astronomie. En 1925, il obtient une maîtrise en science spécialisé en astronomie de l'Université du Michigan. Il fut contacté à plusieurs reprises par un certain Carlos Miguel Allende, qui lui faisait part d'un phénomène pour le moins dérangeant dont il avait été témoin ; l'Expérience de Philadelphie. Plus tard, ce même Allende envoya au Bureau de la Recherche navale américaine un exemplaire couvert d'annotations de La Question des O.V.N.I.s, ouvrage dont Jessup était l'auteur. L'ouvrage fut réédité en tenant compte des annotations et tiré à vingt-cinq exemplaires. 
Morris Jessup mourut le 20 avril 1959 ; on avait relié, de manière quasi-invisible, le pot d'échappement de sa voiture à l'intérieur du véhicule. Bien que les enquêteurs conclurent au suicide, Manson Valentine (docteur), proche ami de Jessup, fit part aux journalistes de ses soupçons quant à un meurtre. Les milieux conspirationnistes ont parfois comparé sa mort à celles, tout aussi suspectes de James Forrestal, Frank Edwards (12 juin 1967), Stephen Knight, Mae Brussel (1988), D.Scott Rogo (1990), Philip J. Corso, Jimmy Guieu et Milton William Cooper. Mais aussi René Hardy (12 juin 1972), Ann Livingston (1994), Phil Schneider (23 avril 1947-17 janvier 1996), Karla Turner (10 janvier 1996), Uyrange Bolivar (1940-2 octobre 1997) (liste non exhaustive)[non neutre].

## Publications
- (en) Morris K. Jessup, The Case for the UFO, New York, Citadel Press, 1955
- (en) Morris K. Jessup, UFOs and the Bible, New York, Citadel Press, 1956
- (en) Morris K. Jessup, The UFO Annual, New York, Citadel Press, 1956
- (en) Morris K. Jessup, The Expanding Case for the UFO, New York, Citadel Press, 1957